# Содружество Независимых Государств
Содру́жество Незави́симых Госуда́рств (СНГ) — международная организация, призванная регулировать отношения сотрудничества между некоторыми государствами, входившими ранее в состав СССР.

## Создание организации

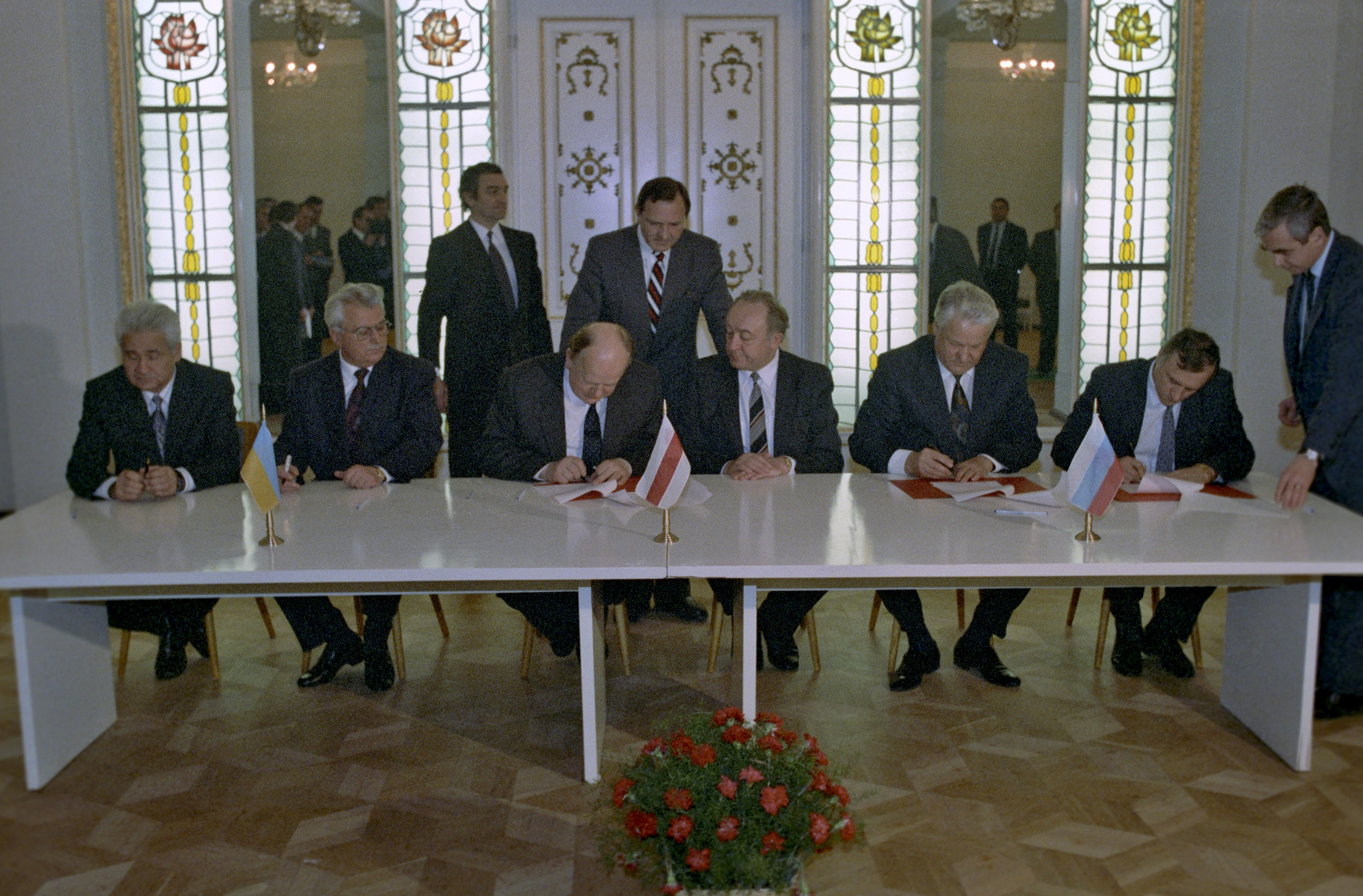
Подписание соглашения о создании Содружества Независимых Государств (СНГ), 8 декабря 1991 года

Содружество Независимых Государств было основано главами России, Беларуси и Украины путём подписания 7—8 декабря 1991 года в резиденции Вискулях (в Беловежской пуще) «Соглашения о создании Союза Суверенных Государств» (ССГ), впоследствии изменённое на «Соглашения о создании Содружества Независимых Государств» (также известные как Беловежские соглашения).
В документе, состоявшем из Преамбул и 14 статей, констатировалось, что СССР прекращал своё существование как субъект международного права и политической реальности. Однако, основываясь на исторической общности народов, связях между ними, учитывая двусторонние договоры, стремление к демократическому правовому государству, намерение развивать свои отношения на основе взаимного признания и уважения государственного суверенитета, стороны договорились в окончательном варианте об образовании Содружества Независимых Государств.

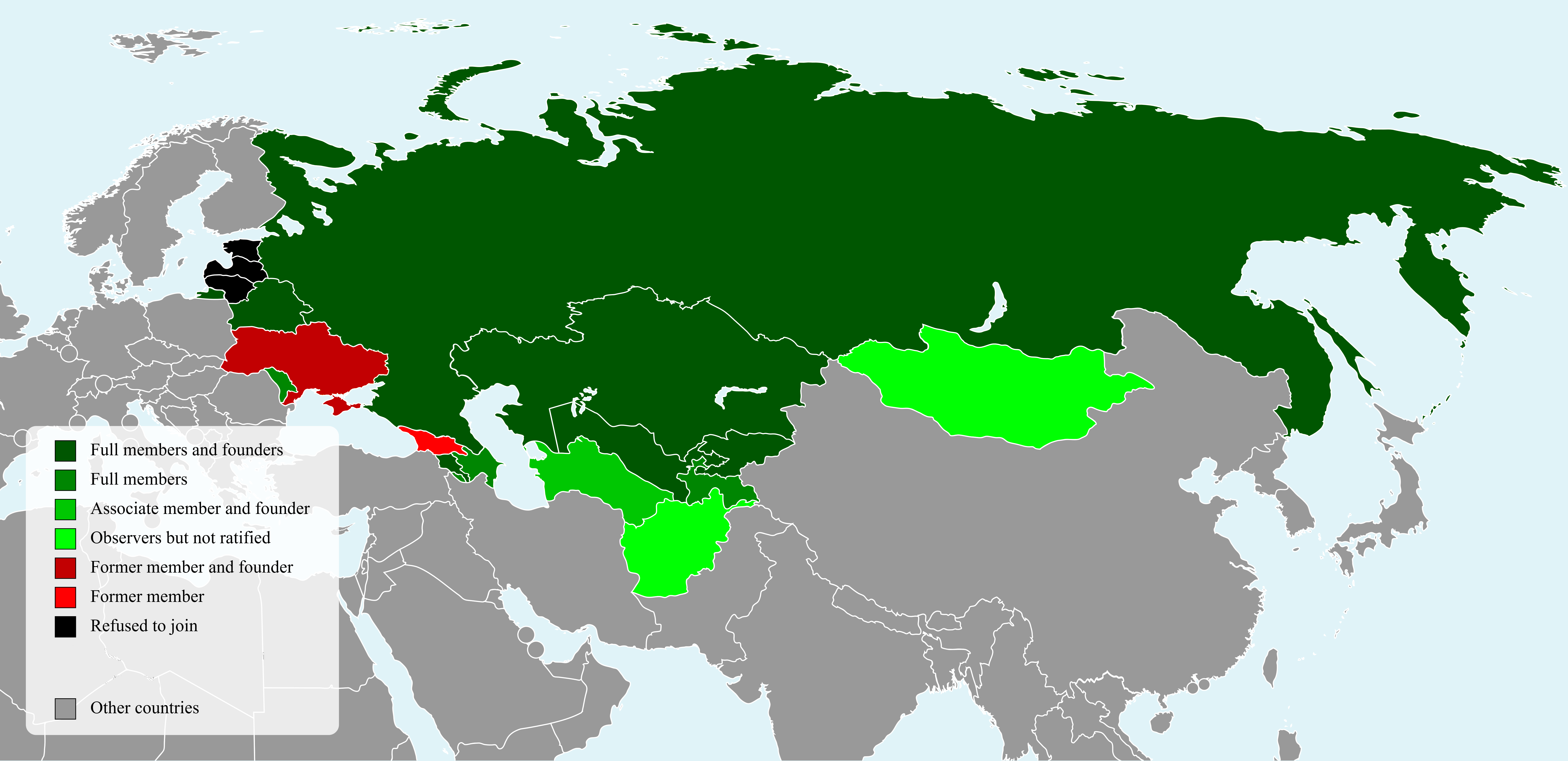
СНГ на карте постсоветского пространства

Уже 10 декабря соглашение ратифицировали Верховный Совет Республики Беларусь и Верховная рада Украины, а 12 декабря — Верховный Совет России.
Российский парламент ратифицировал документ подавляющим большинством голосов: «за» — 188 голосов, «против» — 6 голосов, «воздержались» — 7. Законность данной ратификации уже тогда вызвала сомнение у некоторых членов российского парламента, так как согласно ст. 104 Конституции РСФСР для ратификации Беловежского соглашения необходимо было созвать высший орган государственной власти — Съезд народных депутатов РСФСР, поскольку соглашение затрагивало государственное устройство республики, являющейся частью СССР, и тем самым влекло за собой изменение российской конституции. В апреле 1992 года Съезд народных депутатов России трижды отказался ратифицировать Беловежское соглашение, вплоть до своего разгона в октябре 1993 года он так и не ратифицировал документ.
13 декабря 1991 года в Ашхабаде состоялась встреча президентов пяти центральноазиатских государств, входивших в состав СССР: Казахстана, Кыргызстана, Таджикистана, Туркменистана и Узбекистана. Итогом стало заявление, в котором страны выразили согласие войти в организацию, но при условии обеспечения равноправного участия субъектов распадающегося Союза и признания всех государств СНГ в качестве учредителей. Впоследствии президент Казахстана Н. Назарбаев предложил собраться в Алма-Ате для обсуждения вопросов и принятия совместных решений.
В организованной специально для этих целей встрече приняли участие главы 11 бывших союзных республик: Азербайджана, Армении, Беларуси, Казахстана, Кыргызстана, Молдовы, России, Таджикистана, Туркменистана, Узбекистана, Украины (из бывших союзных республик отсутствовали Латвия, Литва, Эстония и Грузия). Результатом стало подписание 21 декабря 1991 года Алма-Атинской декларации, в которой излагались цели и принципы СНГ. В ней закреплялось положение о том, что взаимодействие участников организации «будет осуществляться на принципе равноправия через координирующие институты, формируемые на паритетной основе и действующие в порядке, определяемом соглашениями между участниками Содружества, которое не является ни государством, ни над государственным образованием». Также сохранялось объединённое командование военно-стратегическими силами и единый контроль над ядерным оружием, фиксировалось уважение сторон к стремлению к достижению статуса безъядерного и (или) нейтрального государства, приверженность сотрудничеству в формировании и развитии общего экономического пространства. Констатировался факт прекращения существования СССР с образованием СНГ.
Также был подписан протокол к соглашению о создании СНГ.
Алма-Атинская встреча стала важной вехой в государственном строительстве на постсоветском пространстве, так как она завершила процесс преобразования бывших республик СССР в независимые государства. Последним государством, ратифицировавшим соглашение о создании СНГ, стала Молдова (8 апреля 1994 года), до этого являвшаяся ассоциированным членом организации. В 1993 году действительным членом СНГ стала Грузия.
Первые годы существования организации в большей степени были посвящены организационным вопросам. На первой встрече глав государств СНГ, которая состоялась 30 декабря 1991 года в Минске, было подписано «Временное соглашение о Совете глав государств и Совете глав правительств Содружества Независимых Государств», по которому учреждался высший орган организации, Совет глав государств. В нём каждое государство имеет один голос, а решения принимаются на основе консенсуса. Кроме того, было подписано «Соглашение Совета Глав Государств — участников Содружества Независимых Государств о Вооружённых Силах и Пограничных войсках», по которому государства-участники подтверждали своё законное право на создание собственных вооружённых сил.
Организационный этап завершился в 1993 году, когда 22 января в Минске был принят Устав Содружества Независимых Государств, основополагающий документ организации.

### История интеграции стран СНГ
18 октября 2011 года восемь государств — участников Содружества: Россия, Украина, Беларусь, Казахстан, Армения, Кыргызстан, Молдова и Таджикистан подписали договор о зоне свободной торговли, который заменил более ста двусторонних договоров, регламентирующих режим свободной торговли на пространстве содружества.

## Государства — участники Содружества

### Члены СНГ
Согласно действующему Уставу Содружества Независимых Государств, государствами — учредителями организации являются те государства, которые к моменту принятия Устава подписали и ратифицировали Соглашение о создании СНГ от 8 декабря 1991 года и Протокол к этому Соглашению от 21 декабря 1991 года. Государствами — членами Содружества являются те государства-учредители, которые приняли на себя обязательства, вытекающие из Устава, в течение одного года после его принятия Советом глав государств.
Для вступления в организацию потенциальный член должен разделять цели и принципы СНГ, приняв на себя обязательства, содержащиеся в Уставе, а также получить согласие всех государств-членов. Кроме того, Уставом предусматриваются категории ассоциированных членов (это государства, участвующие в отдельных видах деятельности организации на условиях, определяемых соглашением об ассоциированном членстве) и наблюдателей (это государства, чьи представители могут присутствовать на заседаниях органов Содружества по решению Совета глав государств).
Действующим Уставом регламентируется порядок выхода государства-члена из Содружества. Для этого государство — член за 12 месяцев до выхода должно известить в письменном виде депозитарий Устава. При этом государство обязано полностью выполнить обязательства, возникшие в период участия в Уставе.
30 ноября 2022 года министр иностранных дел Молдовы Нику Попеску заявил, что Молдова приостанавливает свое участие в заседаниях СНГ, и в 2023 году начался процесс выхода Молдовы из СНГ: в мае началась процедура выхода из Парламентской Ассамблеи СНГ, из 282 подписанных по состоянию на начало 2023 года соглашений на февраль 2024 года Молдова вышла из 66.

### Действительные члены
| Государство | Дата ратификации Соглашения о создании СНГ (от 8 декабря 1991) и Протокола к Соглашению о создании СНГ (от 21 декабря 1991) | Дата ратификации Устава СНГ     | Примечания |
| ----------- | --- | ------------------------------- | --- |
| Азербайджан | 24 сентября 1993 | 24 сентября 1993                | Государство-основатель |
| Армения     | 18 февраля 1992 или 26 декабря 1991                                                                                         | 16 марта 1994 или 9 ноября 1993 | Государство-основатель |
| Беларусь    | 10 декабря 1991 | 18 января 1994                  | Государство-основатель |
| Казахстан   | 23 декабря 1991 | 31 марта 1993                   | Государство-основатель |
| Кыргызстан  | 6 марта 1992 | 18 декабря 1993                 | Государство-основатель, Верховный Совет Кыргызстана ратифицировал только Алма-Атинский протокол к Беловежскому соглашению о создании СНГ |
| Молдова     | 8 апреля 1994 | 26 апреля 1994                  | Государство-основатель С 2022 года власти Молдовы заговорили о необходимости разрыва ряда соглашений с СНГ. В стране денонсированы четыре соглашения: об обмене информацией по вопросам охраны внешних границ государств — участников СНГ, об общих условиях поставок товаров между организациями стран СНГ, о взаимодействии в области предупреждения и ликвидации последствий чрезвычайных ситуаций природного и техногенного характера, о беспрепятственной деятельности Межгосударственной телерадиокомпании «Мир». |
| Россия      | 12 декабря 1991 | 15 апреля 1993                  | Государство-основатель. Не ратифицировала Протокол к Соглашению о создании СНГ от 21 декабря 1991 года |
| Таджикистан | 25 декабря 1991 (Соглашение о создании СНГ) 26 июня 1993 (Протокол к Соглашению о создании СНГ)                             | 26 июня 1993                    | Государство-основатель |
| Узбекистан  | 4 января 1992 | 6 мая 1993                      | Государство-основатель |

### Ассоциированные члены
| Государство  | Дата ратификации Соглашения о создании СНГ (от 8 декабря 1991) и Протокола к Соглашению о создании СНГ (от 21 декабря 1991) | Дата ратификации Устава СНГ | Примечания                                                            |
| ------------ | --- | --------------------------- | --------------------------------------------------------------------- |
| Туркменистан | 26 декабря 1991 | не ратифицирован            | Государство-основатель. Ассоциированный член-наблюдатель с 2005 года. |

### Члены, покинувшие СНГ
- Грузия: 3 декабря 1993 года Грузия по решению совета глав государств была принята в содружество[59], а 9 декабря 1993 года присоединилась к уставу СНГ[33]. 12 августа 2008 года президент Грузии М. Саакашвили заявил о желании выхода государства из состава СНГ[60], 14 августа 2008 года грузинским парламентом было принято единогласное (117 голосами) решение о выходе Грузии из организации[61]. Согласно Уставу СНГ (статья 9 раздела I), государство-член вправе выйти из Содружества. О таком намерении оно извещает письменно депозитария настоящего Устава за 12 месяцев до выхода. При этом обязательства, возникшие в период участия в настоящем Уставе, связывают соответствующие государства до их полного выполнения[62][63]. 1 сентября 2008 года министр иностранных дел России С. Лавров сообщил, что Совет глав МИД стран СНГ принял формальное решение о прекращении членства Грузии в Содружестве с октября 2008 года[64]. 18 октября 2008 года Грузия официально покинула СНГ[65][66][67].

- Украина: После ратификации Соглашения о создании Содружества Независимых Государств[68] Украина не подписала Устав СНГ, таким образом, не став его членом[48]. Являлась государством — участником СНГ[69], относясь к государствам — учредителям Содружества[36][70]. После начала российско-украинской войны и аннексии Крыма Россией 23 февраля 2014 года Совет национальной безопасности и обороны Украины принял решение о прекращении председательства Украины в СНГ, а секретарь СНБО Украины А. Турчинов заявил, что страна начинает процесс полного прекращения своего участия в структурах Содружества Независимых Государств[71]. 3 марта 2014 года исполнительный секретарь СНГ С. Лебедев заявил, что Украина не вышла из состава СНГ. 8 марта депутаты Верховной рады начали обсуждать соответствующий вопрос[72]. 28 марта 2014 года в Верховную раду был подан законопроект о выходе Украины из СНГ[73]. В июне 2014 года президент Украины П. Порошенко выступил с предложением подготовить совместно с кабинетом министров документ об официальном прекращении участия в СНГ и окончательного закрытия украинского представительства при соответствующих институциях в Минске. Своё решение он объяснил европейской ориентацией страны, «одновременно должна быть инвентаризирована вся договорно-правовая база, заключённая Украиной в рамках СНГ, на предмет соответствия национальным интересам»[74]. 19 июля 2014 года Порошенко подписал указ, которым ввёл в действие решение СНБО об окончательном прекращении участия Украины в уставных органах СНГ[75]. СНБО поручил МИД принять меры по прекращению действия отдельных межгосударственных соглашений[76]. 28 июля 2014 года Украина закрыла представительство при уставных органах СНГ. Тем не менее Исполком СНГ направил приглашение президенту Украины П. Порошенко на встречу в верхах стран СНГ 11 августа 2014 года[77], но Порошенко на него не поехал. В этом же году МВФ включил Украину в группу развивающихся европейских стран, упразднив страну из перечня группы СНГ, в котором она числилась ранее[78]. В декабре 2014 года президент Украины Пётр Порошенко подписал указ о выходе из соглашения о создании Совета руководителей подразделений финансовой разведки государств — участников СНГ[79][80]. Тем не менее, всё это время исполнительные органы Содружества продолжают высылать Украине рабочую документацию и приглашения на встречи, на которых присутствует её государственный флаг и зарезервировано место за столом для делегации. Официальное уведомление о выходе из организации украинские власти не направляли[81][82]. 16 июня 2017 года Председатель исполкома СНГ С. Лебедев, заявил что в государствах СНГ выражают надежду и желание, чтобы Украина вернулась к активному участию в деятельности Содружества[83]. Однако Украина остается членом Зоны свободной торговли СНГ[84], а основополагающие договоры СНГ[85] — Соглашение о создании Содружества Независимых Государств[86] и Алма-Атинская декларация[87] — до сих пор действующие на Украине.

### Государственные формирования, ранее желавшие вступить в СНГ
- Татарстан: 26 декабря 1991 года Верховный Совет Республики Татарстан принимает Декларацию о вхождении Республики Татарстан в СНГ на правах учредителя. В 1992 году был проведён референдум о независимости Татарстана и принята конституция Республики Татарстан, в которой Татарстан именовался суверенным независимым государством. 15 февраля 1994 года главами Татарстана и России был подписан договор «О разграничении предметов ведения и взаимном делегировании полномочий между органами государственной власти Российской Федерации и органами государственной власти Республики Татарстан», в нём Татарстан объявлялся частью Российской Федерации.

Также в своё время в СНГ хотели вступить:
- ЧРИ;
- Приднестровье;
- Республика Абхазия;
- Южная Осетия;
- НКР;
- Республика Сербская Краина;
- Республика Сербская
- СР Югославия.

## Цели организации
СНГ основано на началах суверенного равенства всех его участников, поэтому все государства-участники являются самостоятельными субъектами международного права. Содружество не является государством и не обладает наднациональными полномочиями, в том числе единой валютой.
Основными целями организации являются:
- сотрудничество в политической, экономической, экологической, гуманитарной, культурной и иных областях;
- всестороннее развитие государств-участников в рамках общего экономического пространства, межгосударственной кооперации и интеграции;
- обеспечение прав и свобод человека;
- сотрудничество в обеспечении международного мира и безопасности, достижение всеобщего и полного разоружения;
- взаимная правовая помощь;
- мирное разрешение споров и конфликтов между государствами — участниками организации[89].

К сферам совместной деятельности государств-участников относятся:
- координация внешнеполитической деятельности;
- сотрудничество в формировании и развитии общего экономического пространства, таможенной политики;
- сотрудничество в развитии систем транспорта, связи;
- охрана здоровья и окружающей среды;
- вопросы социальной и миграционной политики;
- борьба с организованной преступностью;
- сотрудничество в области оборонной политики и охраны внутренних и внешних границ[90].

## Органы СНГ
Высшим органом организации является Совет глав государств СНГ, в котором представлены все государства — участники Содружества и который обсуждает и решает принципиальные вопросы, связанные с деятельностью организации. Совет глав государств собирается на заседания 2 раза в год. Совет глав правительств СНГ координирует сотрудничество органов исполнительной власти государств-участников в экономической, социальной и иных областях общих интересов. Собирается 4 раза в год. Все решения как в Совете глав государств, так и в Совете глав правительств принимаются на основе консенсуса. Главы двух этих органов СНГ председательствуют поочерёдно в порядке русского алфавита названий государств — участников Содружества.

### ПредседательСовета глав государств
- 01.01.1994 — 31.12.199900Борис Ельцин[95];
- 25.01.2000 — 29.01.200300Владимир Путин[96];
- 29.01.2003 — 16.09.200400Леонид Кучма[97];
- 16.09.2004 — 20.05.200600Владимир Путин[98];
- 20.05.2006 — 05.10.200700Нурсултан Назарбаев[99];
- 05.10.2007 — 31.12.200800Курманбек Бакиев[100];
- 01.01. — 11.09.200900Владимир Воронин[101];
- 11.09. — 31.12.200900Михай Гимпу[101][102];
- 201000Дмитрий Медведев[103];
- 201100Эмомали Рахмон[104];
- 201200Гурбангулы Бердымухаммедов[105];
- 201300Александр Лукашенко[106];
- 01.01. — 04.04.201400Виктор Янукович[107];
- 04.04. — 31.12.201400Александр Лукашенко[108];
- 201500Нурсултан Назарбаев[109];
- 201600Алмазбек Атамбаев[110];
- 201700Владимир Путин[111];
- 201800Эмомали Рахмон[112];
- 201900Гурбангулы Бердымухаммедов[113];
- 202000Шавкат Мирзиёев;
- 202100Александр Лукашенко;
- 202200Касым-Жомарт Токаев;
- 202300Садыр Жапаров;
- 202400Владимир Путин;
- 202500Эмомали Рахмон.

### Председатель Совета глав правительств
- Темир Сариев (2016[114]);
- Дмитрий Медведев (2017);
- Кохир Расулзада (2018).

### Председатель Совета министров иностранных дел
- Эрлан Абдылдаев (2016);
- Сергей Лавров (2017);
- Сироджиддин Аслов (2018).

Постоянно действующий орган СНГ — Исполнительный комитет СНГ (размещается в Минске).

### Исполнительные секретари СНГ
- Исполнительный секретариат был создан 14 мая 1993 года. До этого момента функции секретариата исполнял Координационно-консультативный Комитет (ККК) составе вице-премьеров стран СНГ.

Должность исполнительного секретаря введена в 1993 году:
- Иван Коротченя (14 мая 1993[115]—1998 гг.);
- Борис Березовский (1998—1999 гг.);
- Юрий Яров (1999—2004 гг.);
- Владимир Рушайло (2004—2007 гг.);
- Сергей Лебедев (с 2007 г.).

### Совет постпредов при СНГ
- 2014  Василий Пугачёв (с 20 марта 2014 года)[116];
- 2015  Ергали Булегенов (с 1 января 2015 года)[117];
- 2016  Кубанычбек Омуралиев (с 1 января 2016 года)[116];
- 2017  Андрей Шведов (с 1 января 2017 года).
- 2018  Андрей Грозов (с 17 августа 2018 года)

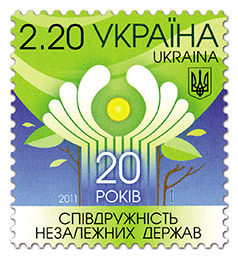
Почтовая марка Украины, 2011 год

### Другие органы СНГ

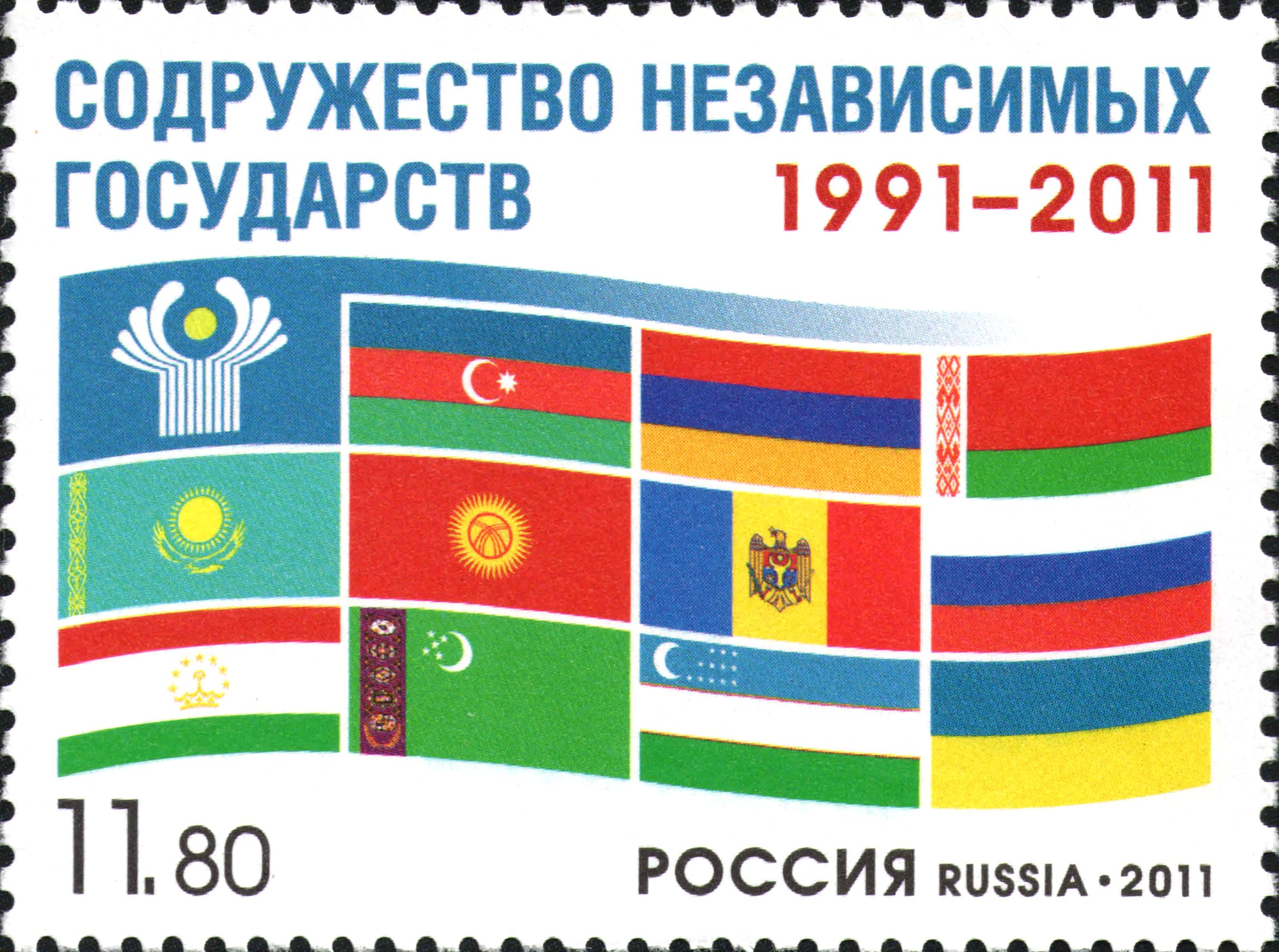
Почтовая марка, выпущенная к двадцатилетию СНГ. Россия, 11,80 руб., 2011 г.,

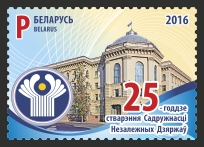
Почтовая марка Беларуси, выпущенная к 25-летию СНГ

- Совет министров иностранных дел СНГ;
- Экономический совет СНГ;
- Совет министров обороны СНГ;
- Совет министров внутренних дел государств — участников СНГ;
- Совет объединённых вооружённых сил СНГ;
- Совет командующих пограничными войсками СНГ;
- Совет руководителей органов безопасности и специальных служб государств — участников СНГ;
- Межпарламентская ассамблея СНГ;
- Экономический суд;
- Статистический комитет СНГ;
- Финансово-банковский совет СНГ;
- Антитеррористический Центр государств — участников СНГ;
- Комиссия по правам человека;
- Межгосударственный банк;
- Межгосударственный фонд гуманитарного сотрудничества СНГ;
- Межгосударственный экономический комитет СНГ.

## Военные органы

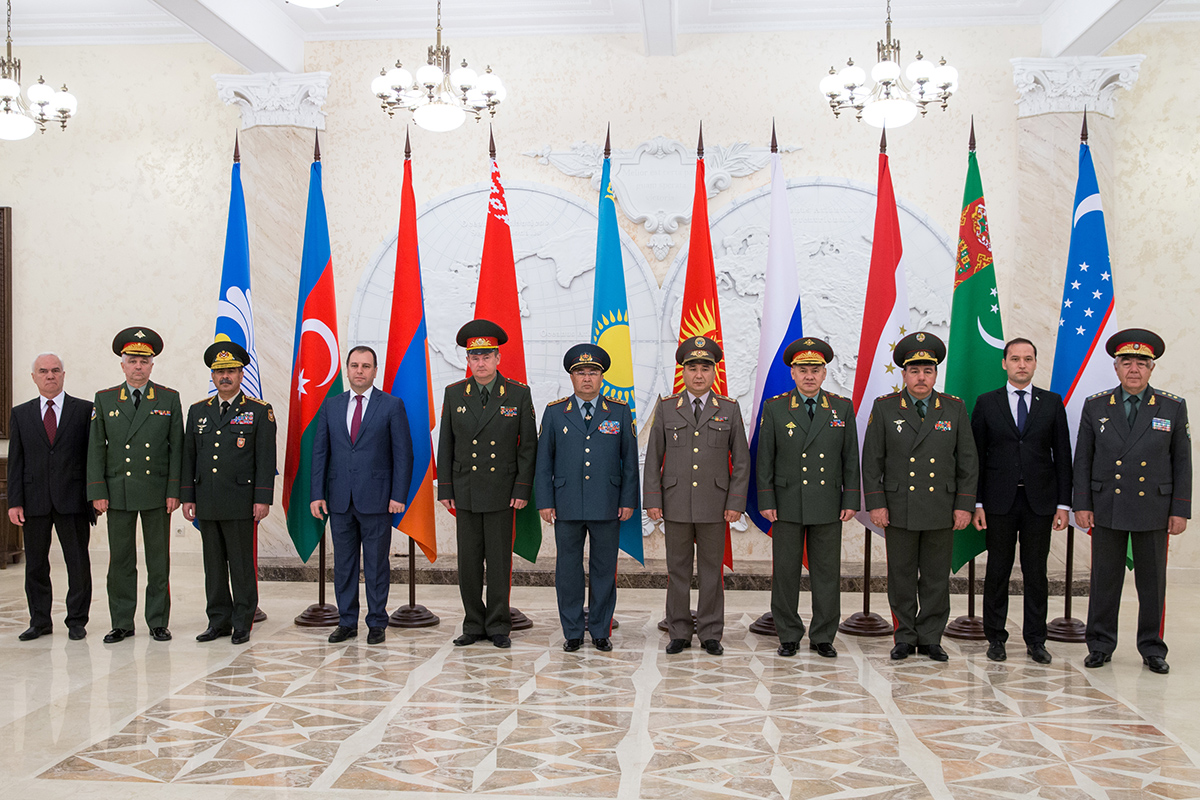
Члены заседания Совета в Москве в 2017 году

21 декабря 1991 года главами 11 союзных республик — учредителей СНГ был подписан протокол о возложении командования Вооружёнными Силами СССР «до их реформирования» на Министра обороны СССР маршала авиации Шапошникова Евгения Ивановича. 14 февраля 1992 главы 9 государств СНГ назначили Шапошникова Главнокомандующим Объединёнными вооружёнными силами (ОВС) СНГ. 20 марта того же года на базе Министерства обороны СССР создано Главное командование (Главкомат) ОВС СНГ. 24 декабря 1993 Главкомат реорганизован в Штаб по координации военного сотрудничества государств — участников СНГ, а с 1 января 2006 упразднён и Штаб, его функции переданы Секретариату Совета министров обороны государств — участников СНГ.
Начальники Штаба по координации военного сотрудничества государств — участников СНГ:
- Виктор Самсонов (24 декабря 1993[123] — 23 октября 1997[124]);
- Виктор Прудников (1997—2001);
- Владимир Яковлев (2001—2006).

Секретари Совета министров обороны государств — участников СНГ:
- Леонид Ивашов (1992—1996);
- Василий Волков (1996—1999);
- Александр Синайский (с 1999).
- Юрий Дашкин (2020 год)

На сентябрьской (2004 года) встрече в верхах СНГ в Астане (Казахстан) принято решение реформировать структуры СНГ — в частности, создать Совет безопасности СНГ по борьбе с терроризмом.
В настоящее время в рамках СНГ существуют две параллельные коллективные военные структуры.
Одна из них — Совет министров обороны СНГ, созданный в 1992 году для выработки единой военной политики. При нём существуют постоянный секретариат и Штаб по координации военного сотрудничества СНГ (ШКВС).
Вторая — Организация Договора о коллективной безопасности (ОДКБ). В рамках ОДКБ созданы коллективные силы быстрого развёртывания в составе нескольких батальонов мобильных войск, вертолётной эскадрильи, армейской авиации.
В 2002—2004 годах сотрудничество в военной области развивалось в основном в рамках ОДКБ. В ОДКБ регулярно проводятся совместные учения. Благодаря этой организации, созданной 7 октября 2002 года, Россия сохраняет своё военное присутствие в Центральной Азии.
Одна из оборонных структур — это Объединённая система ПВО СНГ. В 2005 году в рамках СНГ утверждены ассигнования на ПВО в размере 2,3 млрд руб. против 800 млн руб. в 2004 году.
Азербайджан, Грузия и Узбекистан вышли из состава ОДКБ, вместе с Украиной и Молдовой основали в октябре 1997 года ГУАМ (Узбекистан присоединился в 1999 году, после чего организация стала называться ГУУАМ). В 2005 году Узбекистан прекратил членство в ГУАМ.
29 сентября 2023 года в Туле прошло 82-е заседание Совета министров обороны государств-участников СНГ. Делегации Азербайджана, Армении, Беларуси, Казахстана, Кыргызстана, России, Таджикистана, Туркменистана и Узбекистана обсудили ряд вопросов военного и военно-технического сотрудничества. Они также обменялись мнениями по военно-политической обстановке в мире. Также стороны обсудили вопросы развития сотрудничества в области противовоздушной обороны, военно-профессиональной подготовки военнослужащих и другие.

### Военные учения
В сентябре 2023 года недалеко от Бишкека прошли первые совместные антитеррористические учения СНГ и ШОС. В них участвовали компетентные органы 11 стран: Армении, Беларуси, Индии, Ирана, Казахстана, Китая, Кыргызстана, Пакистана, России, Таджикистана и Узбекистана. В ходе активной фазы учений силовики освободили «заложников» и нейтрализовали «террористов» на трёх объектах — ТЭЦ, транспорте и в исправительной колонии Бишкека. Главы иностранных делегаций отметили, что эти учения стали важным шагом по укреплению антитеррористического потенциала стран СНГ и ШОС.

## Экономика
В 1994 году страны СНГ «договорились» о создании зоны свободной торговли (ЗСТ), но соглашения не были подписаны. Соглашение 1994 года охватило бы все 11 стран СНГ (без Туркменистана).
В 2009 году было начато новое соглашение о создании ЗСТ, ЗСТ СНГ. В октябре 2011 года новое соглашение о свободной торговле было подписано 8 из 11 премьер-министров СНГ; Армении, Беларуси, Казахстана, Кыргызстана, Молдовы, России, Таджикистана и Украины на встрече в Санкт-Петербурге. С 2013 года он был ратифицирован Украиной, Россией, Беларусью, Молдовой и Арменией и действует только между этими государствами.
Соглашение о свободной торговле устраняет экспортные и импортные пошлины по ряду товаров, но также содержит ряд исключений, которые в конечном итоге будут прекращены. Также было подписано соглашение об основных принципах валютного регулирования и контроля в СНГ на том же заседании в октябре 2011 года.
Коррупция и бюрократия являются серьёзными проблемами для торговли в странах СНГ.
Президент Казахстана Нурсултан Назарбаев предложил странам СНГ принять программу оцифровки для модернизации.
23 июня 2023 года в рамках председательствования Кыргызстана в Содружестве Независимых Государств по итогам 98-го заседания Экономического совета Содружества Независимых Государств (СНГ) в Москве подписан ряд следующих решений, направленных на дальнейшее укрепление экономического взаимодействия в рамках Содружества:
- О деятельности Координационного транспортного совещания государств — участников Содружества Независимых Государств в 2010—2022 годах;
- Об актуализации Перечня совместных мер реагирования на возникающие проблемы от 10 июня 2022 года;
- О проектах Концепции цифровой трансформации отраслей топливно-энергетического комплекса государств — участников СНГ и Плана первоочередных мероприятий по её реализации;
- О Концепции организации и проведения Форума регионов СНГ;
- О Концепции развития библиотечно-информационного пространства на базе приграничных библиотек государств — участников СНГ и Плане основных мероприятий по её реализации;
- О Плане первоочередных мероприятий на 2023—2030 годы по реализации Концепции сотрудничества государств — участников СНГ в области использования возобновляемых источников энергии от 20 ноября 2013 года;
- О Перспективном плане совместных работ по разведке, использованию и охране недр государств — участников Содружества Независимых Государств на 2023—2030 годы;
- О базовой организации государств — участников Содружества Независимых Государств по подготовке кадров для таможенных служб[127].

По информации президента РФ Владимира Путина, к осени 2024 года доля национальных валют государств — участников СНГ при взаимных расчетах превысила 85 % и продолжает расти.

### Единое экономическое пространство (ЕЭП)
Пространство, состоящее из территорий Сторон, на котором функционируют однотипные механизмы регулирования экономики, основанные на рыночных принципах и применении гармонизированных правовых норм, существует единая инфраструктура и проводится согласованная налоговая, денежно-кредитная, валютно-финансовая, торговая и таможенная политика, обеспечивающие свободное движение товаров, услуг, капитала и рабочей силы. Намерения о формировании ЕЭП было озвучено в 2003 году главами государств России, Казахстана, Украины и Беларуси. Тогда же в Ялте между этими странами было подписано соответствующее соглашение. Позже Украина устраняется от процесса. В связи с этим реализация проекта была приостановлена на длительное время, и основные интеграционные задачи реализовывались в рамках Евразийского экономического сообщества. В декабре 2009 года на встрече в верхах президентами России, Казахстана и Беларуси был утверждён план действий и мероприятий по формированию ЕЭП. Он предусматривал разработку и реализацию в течение 2010—2011 годов 20 международных договоров, которые обеспечат начало создания на территории этих стран единства экономического пространства. Международные соглашения, входившие в пакет договорно-правовой базы, в декабре 2010 года были подписаны главами и вице-премьерами государств. ЕЭП заработало на территории России, Беларуси и Казахстана с 1 января 2012 года. В полной мере интеграционные соглашения ЕЭП начали работать с июля 2012 года.

## Ассоциированные организации

### Центральноазиатское сотрудничество
Центральноазиатское сотрудничество (ЦАС) — Казахстан, Кыргызстан, Узбекистан, Таджикистан, Россия (с 2004 года). 6 октября 2005 года на встрече в верхах ЦАС принято решение, в связи с предстоящим вступлением Узбекистана в ЕврАзЭС, подготовить документы для создания объединённой организации ЦАС-ЕврАзЭС — то есть фактически решено упразднить ЦАС.

### Содружество непризнанных государств
Содружество непризнанных государств (Союз непризнанных государств, СНГ-2) — объединение непризнанных государств на постсоветской территории — Республики Абхазия, Нагорно-Карабахской Республики(была расформирована 28 сентября 2023 года в следствии введения войск Азербайджана), Приднестровской Молдавской Республики и Южной Осетии (блок СНГ-2). В 20-х числах ноября 2000 года в Тирасполе родилось новое объединение непризнанных государств: был подписан договор о создании постоянно действующего координирующего органа — Совещания министров иностранных дел — и консультативного совета на уровне экспертов для подготовительной работы между встречами, которые предполагалось проводить не реже двух раз в год.

## Россия и СНГ
Согласно п. 1 и 3 ст. 104 Конституции РСФСР 1978 года, ратификация данного соглашения находилась в компетенции Съезда народных депутатов РСФСР, поскольку оно затрагивало государственное устройство России как союзной республики СССР и тем самым влекло за собой изменения в российскую конституцию. Съезд, вплоть до момента своего роспуска 4 октября 1993 года, отказывался ратифицировать данное соглашение.
В сентябре 1992 года группа народных депутатов РСФСР во главе с С. Бабуриным направила в Конституционный суд Российской Федерации ходатайство о проверке конституционности постановления Верховного Совета РСФСР от 12 декабря 1991 года «О ратификации Соглашения о создании Содружества Независимых Государств». Это обращение так и не было рассмотрено из-за силового разгона Съезда народных депутатов России в октябре 1993 года.
Упоминания о конституции и законах СССР оставались в конституции РФ — России (РСФСР) (ст. 4, 102 и 147) вплоть до принятия конституции РФ в декабре 1993 года.
В связи с отказом Съезда народных депутатов РСФСР ратифицировать соглашение о создании СНГ комитет Госдумы ФС РФ по делам СНГ и связи с соотечественниками 5 марта 2003 года пришёл к заключению, что Российская Федерация де-юре не является государством — учредителем СНГ и государством — членом СНГ.
В июле 2004 года на заседании Совета безопасности РФ, посвящённом политике России в СНГ, президент В. В. Путин, признал: «Мы подошли к определённому рубежу в развитии СНГ. Либо мы добьёмся качественного укрепления СНГ, создадим на его базе реально работающую, влиятельную в мире региональную структуру, либо нас неизбежно ждёт „размывание“ этого геополитического пространства и, как следствие, окончательное падение интереса к работе в Содружестве среди его государств-участников».
В марте 2005 года, после того как российское руководство потерпело целый ряд ощутимых политических провалов в отношениях с бывшими республиками СССР (Грузия, Украина, Молдова, Кыргызстан), В. В. Путин высказался уже более категорично: «Всё разочарования — от избытка ожиданий… Если кто-то ожидал от СНГ каких-то особых достижений в экономике, политике или в военной сфере, естественно, этого не было, так как и быть не могло. Цели программировались одни, а на деле процесс после распада СССР проходил по-другому…». Как выразился Путин, СНГ создавалось для «цивилизованного развода» постсоветских стран, а всё остальное — «политическая шелуха и болтовня». Он выразил мнение, что реальными же интеграционными инструментами сейчас являются такие объединения, как ЕврАзЭс и создаваемое Единое экономическое пространство (ЕЭП). Что же касается СНГ, то оно, по словам Путина, играет роль «весьма полезного клуба для выявления взглядов руководителей государств на имеющиеся проблемы гуманитарного и экономического характера».
В последние годы, в связи с нарастанием центробежных процессов в СНГ, неоднократно поднимался вопрос о необходимости его реформирования. При этом отсутствует единство мнений о возможных направлениях этого процесса. В июле 2006 года на неформальной встрече в верхах глав государств Содружества президент Казахстана Н. А. Назарбаев предложил свой вариант — он считает, что СНГ следует сосредоточиться на следующих областях сотрудничества:
- согласованная миграционная политика;
- развитие единых транспортных коммуникаций;
- взаимодействие в научно-образовательной и культурно-гуманитарной сферах;
- сотрудничество при борьбе с трансграничной преступностью.

Как отмечали некоторые СМИ, в 2006 году скептицизм в отношении жизнеспособности и эффективности СНГ был связан ещё и с торговыми войнами между Россией, с одной стороны, и Грузией, Молдовой, Украиной — с другой, но особенно — с резким обострением отношений между Россией и Грузией.
В СНГ на экспертном уровне согласован проект Договора об учреждении Международной организации по русскому языку. Инициатива создания организации принадлежит Касым-Жомарту Токаеву. Инициатива президента Казахстана была поддержана на саммите Содружества в Астане в октябре 2022 года.
На заcедании глав правительств СНГ в мае 2024 года премьер-министр РФ Мишустин сообщил, что страны содружества являются ключевым партнёрами Москвы, их доля в внешней торговле России выросла с 14,5 % в 2023 году до 16 % в 2024 году, а товарооборот за 2023 год вырос на 5,8 %.

## Межпарламентская ассамблея СНГ

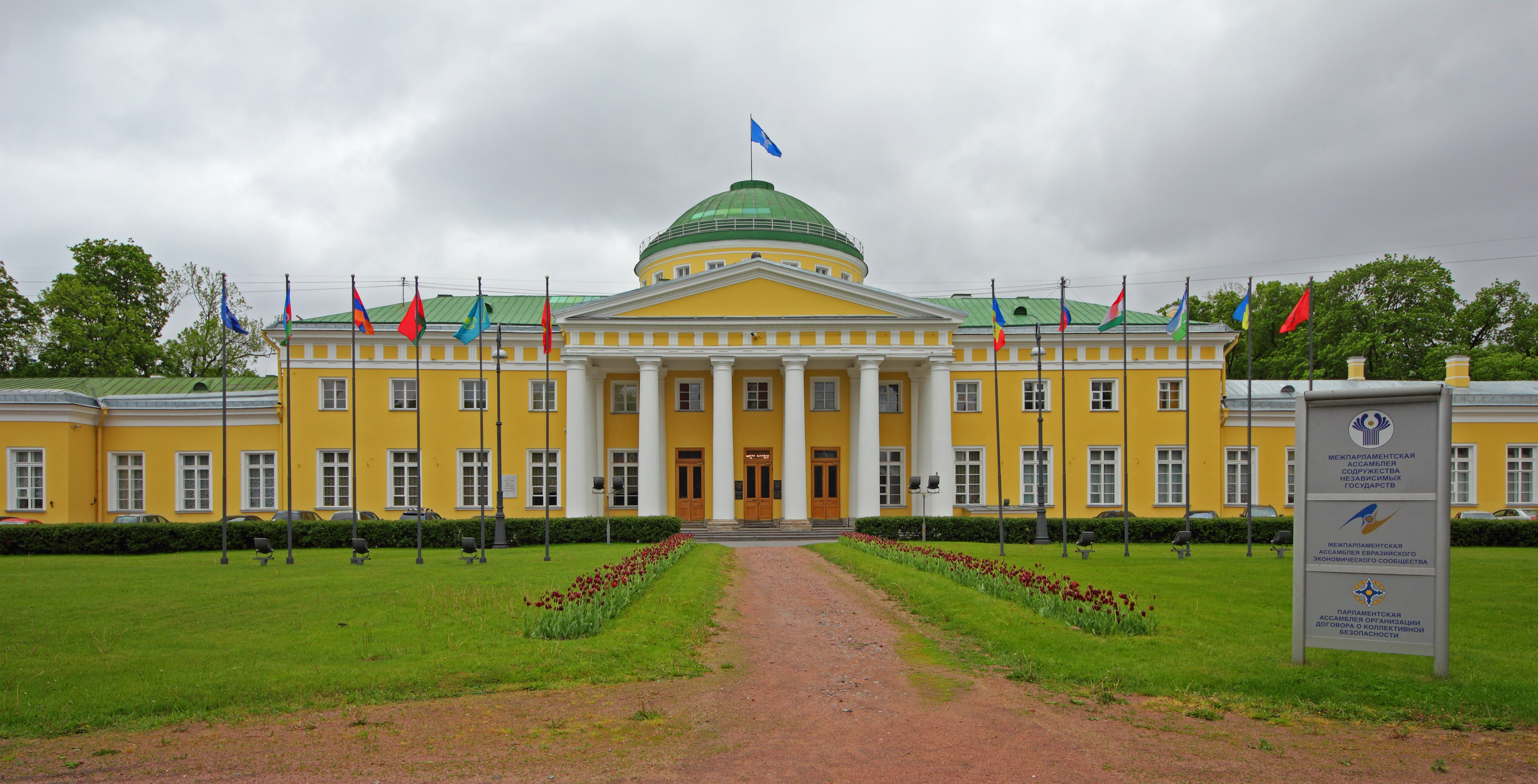
Таврический дворец

В состав МПА входят члены парламентов стран — членов СНГ — России, Узбекистана (с 1991 до 2011, с 2019), Беларуси, Казахстана, Кыргызстана, Таджикистана, Армении (с 1995), Азербайджана, Молдовы.
Место пребывания — Санкт-Петербург, Таврический дворец. Совет Межпарламентской Ассамблеи государств — участников Содружества Независимых Государств выносит свои решения в виде постановлений.
В мае 1995 года главы государств СНГ подписали Конвенцию о Межпарламентской ассамблее государств — участников Содружества Независимых Государств, которая вступила в силу 16 января 1996. Согласно этой Конвенции Межпарламентская ассамблея получила официальный статус межгосударственного органа и заняла ведущее место в системе органов Содружества Независимых Государств.
В своей деятельности Межпарламентская ассамблея наибольшее значение придаёт вопросам, связанным с гармонизацией и сближением законодательств государств Содружества. Эта работа получает своё воплощение в принятых Межпарламентской ассамблеей модельных законодательных актах и рекомендациях, при создании которых учитывается опыт парламентов стран Содружества и международных парламентских организаций. За годы деятельности Межпарламентской ассамблеи было принято более 200 документов, обеспечивающих реальное сближение национальных законодательств, в их числе Гражданский, Уголовный, Уголовно-процессуальный, Уголовно-исполнительный модельные кодексы. Решение Межпарламентской ассамблеи и её органов производятся на основе консенсуса, позволяет принимать взаимоприемлемые документы. Основным направлением модельного законотворчества в экономической сфере является формирование правовых основ общего экономического пространства Содружества Независимых Государств, и в частности, правовое обеспечение создания зоны свободной торговли государств — участников СНГ.
Председатель Ассамблеи — В. Матвиенко.

## Встречи глав государств — членов СНГ
- декабрь 1991 —  Вискули,  Алма-Ата;
- октябрь 1992 —  Бишкек;
- апрель 1993 —  Минск;
- октябрь 1994 —  Москва
- май 1995 —  Минск;
- май 1996 —  Москва;
- январь 1997 —  Москва;
- апрель 1998 —  Москва;
- апрель 1999 —  Москва;
- июнь 2000 —  Москва;

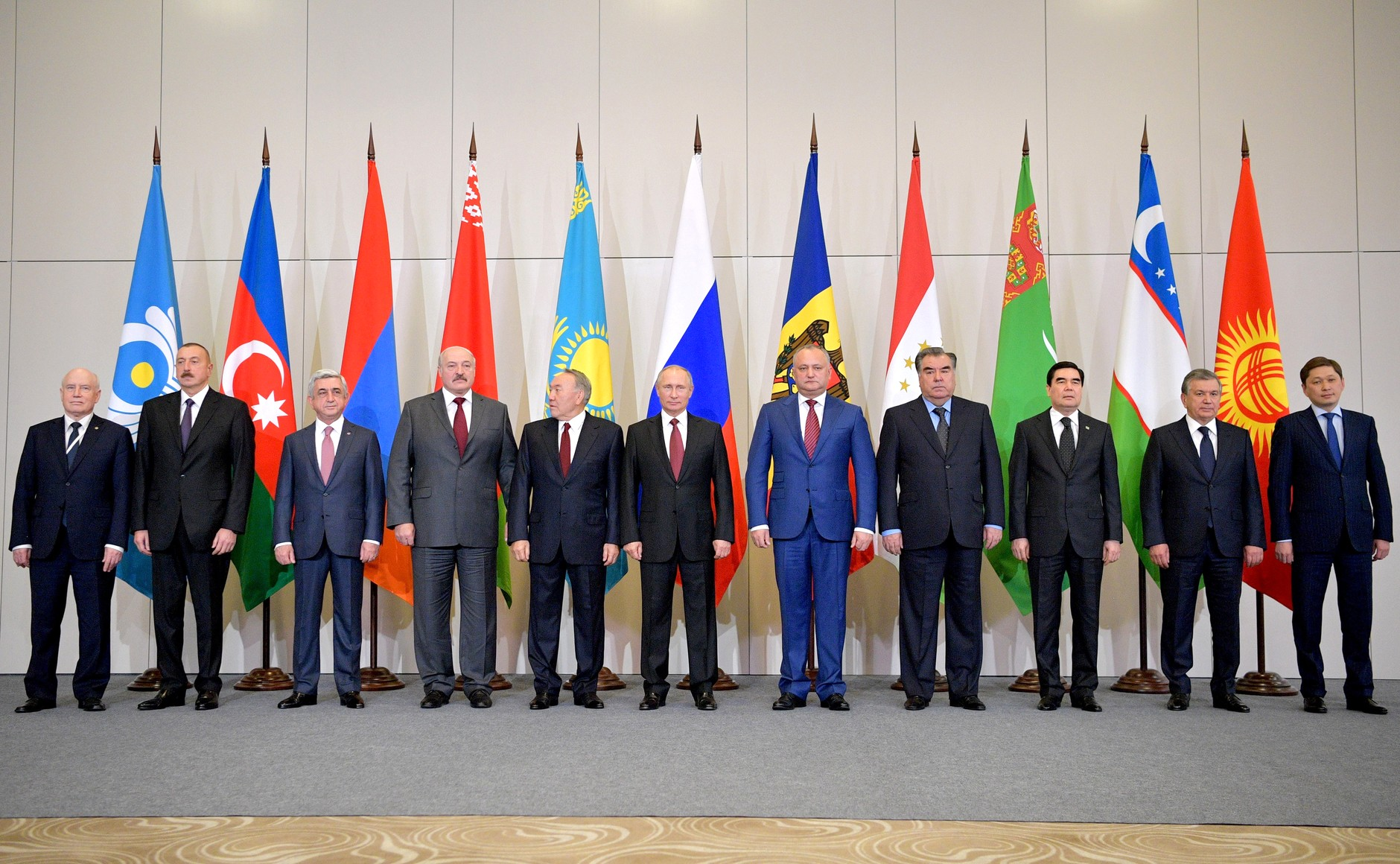
Перед началом заседания Совета глав государств — участников СНГ. Россия, Сочи, 2017 год

- октябрь 2001 —  Москва (10-летний юбилей);
- октябрь 2002 —  Кишинёв;
- сентябрь 2003 —  Ялта;
- сентябрь 2004 —  Астана;
- август 2005 —  Казань;
- октябрь 2006 —  Минск;
- октябрь 2007 —  Душанбе;
- октябрь 2008 —  Бишкек;
- октябрь 2009 —  Кишинёв;
- май 2010 —  Москва;
- сентябрь 2011 —  Душанбе (20-летний юбилей);
- май 2012 —  Москва;
- декабрь 2012 —  Ашхабад;
- октябрь 2013 —  Минск;
- октябрь 2014 —  Минск;
- октябрь 2015 —  Бурабай;
- сентябрь 2016 —  Бишкек;
- октябрь 2017 —  Сочи;
- сентябрь 2018 —  Душанбе;
- октябрь 2019 —  Ашхабад;
- декабрь 2020 — видеоформат[142];
- декабрь 2021 — видеоформат (30-летний юбилей);
- октябрь 2022 —  Астана;
- октябрь 2023 —  Бишкек;
- октябрь 2024 —  Москва.

26 и 27 декабря 2022 года в Санкт-Петербурге прошёл неформальный саммит лидеров стран СНГ. В нём участвовали президент Республики Беларусь Александр Лукашенко, Азербайджана Ильхам Алиев, Казахстана Касым-Жомарт Токаев, Таджикистана Эмомали Рахмон, Туркменистана Сердар Бердымухамедов, Кыргызстана Садыр Жапаров, Узбекистана Шавкат Мирзиеев и премьер-министр Армении Никол Пашинян. На встрече обсуждались вопросы взаимодействия по направлениям деятельности ОДКБ: борьба с терроризмом и экстремизмом, с трансграничной преступностью и незаконным оборотом наркотиков.

## Социальное развитие стран СНГ
Статистические данные показывают, что в целом страны СНГ по состоянию на 2011 год представляют собой зону социального неблагополучия. При этом следует учитывать, что субъективный уровень бедности, определяемый на основании социологических опросов, часто оказывается существенным образом выше официального показателя: так, субъективный уровень бедности на Украине составляет 42 %, а официальный уровень — 28 %; в России разница ещё больше — соответственно 42 % и 13 %.
На конец декабря 2015 года пособие по безработице получали: в Кыргызстане и Таджикистане 1 % зарегистрированных безработных, Азербайджане — 5 %, Молдовы — 8 %, Беларуси — 45 %, на Украине — 81 % и в России — 85 %. Его средний размер составил в Азербайджане — 262,3 маната (201 $), Беларуси — 216 424 бел. рубля (12 $), Молдовы — 1255,8 лея (63 $), Таджикистане (ноябрь 2015) — 306,9 сомони (46 $), на Украине — 1444 гривны (60 $). Минимальное пособие по безработице в России установлено в размере 850 рублей (в декабре 12 $), максимальное — 4900 рублей (70 $). В ряде государств региона пособие не меняется уже много лет при росте стоимости жизни.
Среднемесячная зарплата в долларовом исчислении составила в 2015 году в Таджикистане — 142 $, на Украине — 193 $, Кыргызстане — 206 $, Молдовы — 245 $, Армении — 386 $, Беларуси — 413 $, Грузии — 445 $ (IV кв. 2015 г.), Азербайджане — 452 $, России — 560 $, Казахстане — 565 $. Она по-прежнему остаётся низкой, недостаточной для обеспечения полноценной жизни человека и фактически полностью «проедается». В ряде стран большая часть населения тратит на продукты питания более половины зарплаты (в Казахстане — 56 % населения, в России — 61 %, в Беларуси — 72 %, Азербайджане и на Украине — 76 %). При низком уровне зарплаты нарастают задержки её выплаты.
Ожидаемая продолжительность жизни и ожидаемая продолжительность здоровой жизни в странах СНГ в 2019 году согласно оценке ВОЗ:

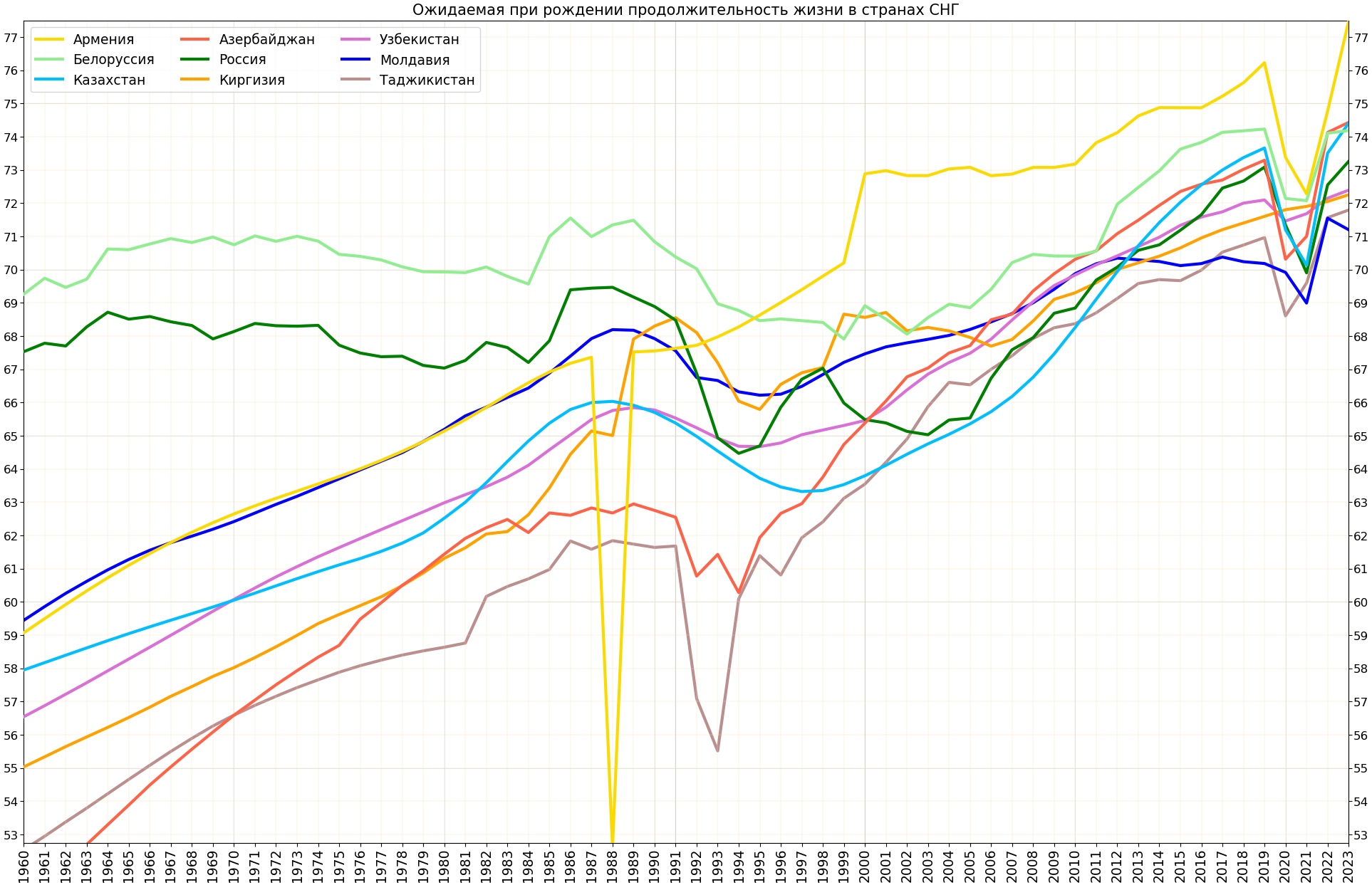
Сравнение изменения ожидаемой продолжительности жизни в странах СНГ с 1960 года

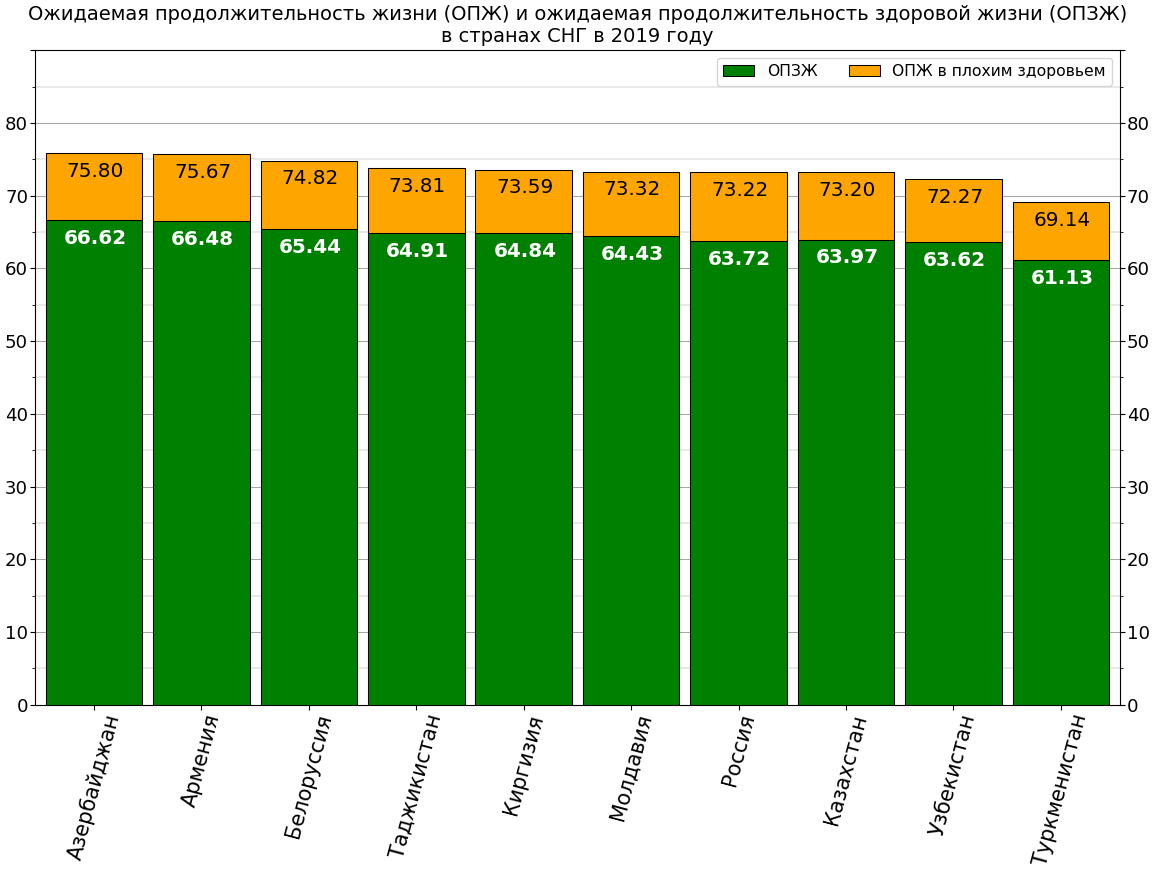
Ожидаемые продолжительности жизни и здоровой жизни в нынешних и бывших странах СНГ в 2019 году

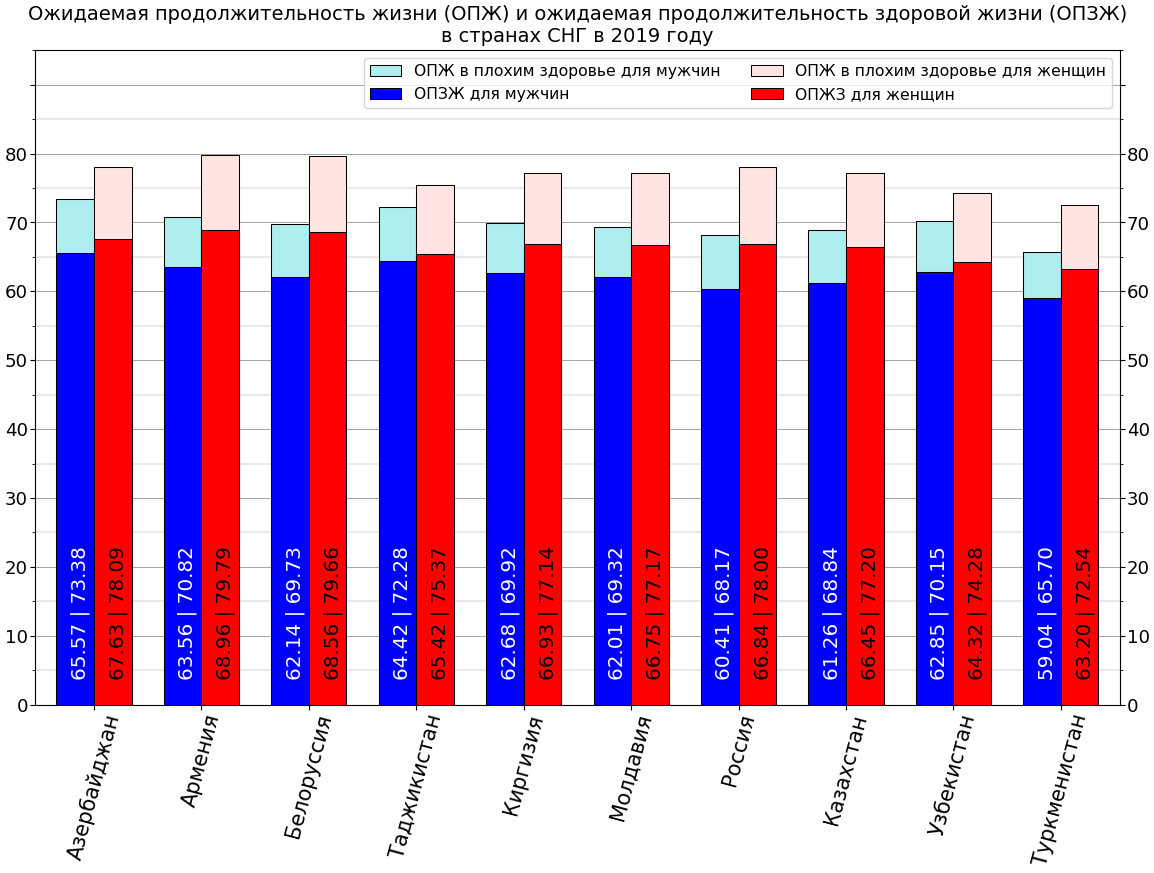
Детализация с учётом пола

| Страна       | ОПЖ при рождении | ОПЖ при рождении | ОПЖ при рождении | ОПЖ при рождении | ОПЖ при рождении | ОПЗЖ при рождении | ОПЗЖ при рождении | ОПЗЖ при рождении | ОПЗЖ при рождении | ОПЗЖ при рождении | ОПЖ для достигших 60 лет | ОПЖ для достигших 60 лет | ОПЖ для достигших 60 лет | ОПЖ для достигших 60 лет | ОПЖ для достигших 60 лет | ОПЗЖ для достигших 60 лет | ОПЗЖ для достигших 60 лет | ОПЗЖ для достигших 60 лет | ОПЗЖ для достигших 60 лет | ОПЗЖ для достигших 60 лет |
| Страна       | Общая            | М                | Ж                | ЖΔМ              | Δ 2000           | Общая             | М                 | Ж                 | ЖΔМ               | Δ 2000            | Общая                    | М                        | Ж                        | ЖΔМ                      | Δ 2000                   | Общая                     | М                         | Ж                         | ЖΔМ                       | Δ 2000                    |
| ------------ | ---------------- | ---------------- | ---------------- | ---------------- | ---------------- | ----------------- | ----------------- | ----------------- | ----------------- | ----------------- | ------------------------ | ------------------------ | ------------------------ | ------------------------ | ------------------------ | ------------------------- | ------------------------- | ------------------------- | ------------------------- | ------------------------- |
| Армения      | 76.0             | 72.5             | 79.2             | 6.7              | 4.1              | 67.1              | 64.9              | 69.1              | 4.2               | 3.6               | 20.4                     | 18.2                     | 22.1                     | 3.9                      | 1.6                      | 15.7                      | 14.2                      | 16.9                      | 2.7                       | 1.2                       |
| Беларусь     | 74.8             | 69.7             | 79.6             | 9.9              | 6.0              | 66.0              | 62.3              | 69.4              | 7.1               | 5.2               | 19.7                     | 16.0                     | 22.5                     | 6.5                      | 2.5                      | 15.1                      | 12.3                      | 17.2                      | 4.9                       | 2.0                       |
| Кыргызстан   | 74.2             | 70.7             | 77.3             | 6.6              | 8.2              | 65.8              | 63.6              | 67.7              | 4.1               | 7.1               | 20.0                     | 17.8                     | 21.7                     | 3.9                      | 3.3                      | 15.7                      | 14.2                      | 16.8                      | 2.6                       | 2.6                       |
| Казахстан    | 74.0             | 70.0             | 77.6             | 7.6              | 10.9             | 65.0              | 62.4              | 67.4              | 5.0               | 8.9               | 19.5                     | 16.8                     | 21.4                     | 4.6                      | 4.2                      | 14.8                      | 13.0                      | 16.2                      | 3.2                       | 3.0                       |
| Молдова      | 73.3             | 69.3             | 77.1             | 7.8              | 6.4              | 64.5              | 61.9              | 67.1              | 5.2               | 5.2               | 19.0                     | 16.6                     | 20.9                     | 4.3                      | 3.2                      | 14.6                      | 12.8                      | 16.0                      | 3.2                       | 2.5                       |
| Россия       | 73.2             | 68.2             | 78.0             | 9.8              | 7.9              | 64.2              | 60.7              | 67.5              | 6.8               | 6.9               | 19.9                     | 16.8                     | 22.2                     | 5.4                      | 3.5                      | 15.0                      | 12.8                      | 16.7                      | 3.9                       | 2.7                       |
| Узбекистан   | 73.0             | 70.8             | 75.2             | 4.4              | 7.7              | 64.7              | 63.5              | 65.8              | 2.3               | 6.6               | 18.6                     | 17.3                     | 19.8                     | 2.5                      | 2.6                      | 14.5                      | 13.7                      | 15.3                      | 1.6                       | 1.9                       |
| Азербайджан  | 71.4             | 68.8             | 74.1             | 5.3              | 5.9              | 63.6              | 62.1              | 65.2              | 3.1               | 5.1               | 17.1                     | 15.6                     | 18.3                     | 2.7                      | 0.5                      | 13.4                      | 12.4                      | 14.2                      | 1.8                       | 0.3                       |
| Туркменистан | 69.7             | 66.5             | 73.0             | 6.5              | 6.4              | 62.1              | 59.9              | 64.3              | 4.4               | 5.5               | 18.7                     | 17.1                     | 20.1                     | 3.0                      | 2.4                      | 14.7                      | 13.6                      | 15.6                      | 2.0                       | 1.8                       |
| Таджикистан  | 69.5             | 67.6             | 71.5             | 3.9              | 3.9              | 62.0              | 60.9              | 63.2              | 2.3               | 3.7               | 16.1                     | 15.1                     | 17.2                     | 2.1                      | −1.1                     | 12.7                      | 12.1                      | 13.4                      | 1.3                       | −0.9                      |

Ожидаемая продолжительность жизни в странах СНГ в 2021 году согласно оценке Группы Всемирного банка:
| Страны       | 2021  | 2021  | 2021  | 2021  | Исторические данные | Исторические данные | Исторические данные | Исторические данные | Исторические данные | Исторические данные | Исторические данные | Исторические данные | Исторические данные | Эффект COVID-19 | Эффект COVID-19 |
| Страны       | Общая | М     | Ж     | ЖΔМ   | 2000                | 2000 →2014          | 2014                | 2014 →2019          | 2019                | 2019 →2020          | 2020                | 2020 →2021          | 2021                | 2019 →2021      | 2014 →2021      |
| ------------ | ----- | ----- | ----- | ----- | ------------------- | ------------------- | ------------------- | ------------------- | ------------------- | ------------------- | ------------------- | ------------------- | ------------------- | --------------- | --------------- |
| Беларусь     | 72,37 | 67,30 | 77,70 | 10,40 | 68,91               | 4,06                | 72,97               | 1,26                | 74,23               | −1,77               | 72,46               | −0,09               | 72,37               | −1,86           | −0,60           |
| Армения      | 72,04 | 66,55 | 77,35 | 10,80 | 70,62               | 3,43                | 74,06               | 1,38                | 75,44               | −3,27               | 72,17               | −0,13               | 72,04               | −3,40           | −2,02           |
| Кыргызстан   | 71,90 | 67,90 | 76,10 | 8,20  | 68,56               | 1,84                | 70,40               | 1,20                | 71,60               | 0,20                | 71,80               | 0,10                | 71,90               | 0,30            | 1,50            |
| Таджикистан  | 71,59 | 69,57 | 73,73 | 4,17  | 63,26               | 5,81                | 69,07               | 1,80                | 70,87               | −2,87               | 67,99               | 3,60                | 71,59               | 0,73            | 2,52            |
| Узбекистан   | 70,86 | 68,33 | 73,39 | 5,06  | 65,72               | 4,51                | 70,23               | 1,11                | 71,34               | −1,01               | 70,33               | 0,53                | 70,86               | −0,48           | 0,63            |
| Казахстан    | 70,23 | 66,33 | 74,03 | 7,70  | 65,45               | 5,99                | 71,44               | 1,74                | 73,18               | −1,81               | 71,37               | −1,14               | 70,23               | −2,95           | −1,21           |
| Азербайджан  | 69,37 | 65,65 | 73,29 | 7,64  | 64,89               | 6,22                | 71,12               | 1,99                | 73,10               | −6,23               | 66,87               | 2,50                | 69,37               | −3,74           | −1,75           |
| Россия       | 69,36 | 64,21 | 74,77 | 10,56 | 65,48               | 5,26                | 70,74               | 2,34                | 73,08               | −1,75               | 71,34               | −1,98               | 69,36               | −3,72           | −1,38           |
| Туркменистан | 69,26 | 65,86 | 72,66 | 6,80  | 65,03               | 3,59                | 68,61               | 0,39                | 69,00               | −0,31               | 68,69               | 0,58                | 69,26               | 0,26            | 0,65            |
| Молдова      | 68,85 | 64,44 | 73,55 | 9,10  | 66,42               | 2,61                | 69,03               | 1,90                | 70,94               | −0,77               | 70,17               | −1,32               | 68,85               | −2,09           | −0,19           |

## Спортивные соревнования стран СНГ
В 1991 и 1992 годах были проведены несколько чемпионатов СНГ по различным видам спорта.
Среди молодёжных сборных стран СНГ по футболу ежегодно проводится «Кубок Содружества», который до 2011 года включительно существовал как «Кубок чемпионов Стран Содружества СНГ и Балтии».
На чемпионате Европы по футболу 1992 года участвовала сборная СНГ. Перед началом матчей с её участием вместо государственного гимна играла девятая симфония Бетховена.

### Игры стран СНГ
4-11 сентября 2021 года в Казани прошли I игры стран СНГ. В Республике Казахстан в городе Алматы с 6 по 10 июля 2022 года состоялись III Военно-спортивные игры дружественных армий государств — участников СНГ. Мероприятие было посвящено 30-летию Совета Министров обороны. В соревнованиях приняли участие более 250 военных из семи стран: России, Беларуси, Казахстана, Узбекистана, Кыргызстана, Таджикистана, Армении. Военнослужащие состязались армейском рукопашному бою, стрельбе из штатного оружия, военизированном кроссе, офицерском троеборье и гиревом двоеборье.

## Оценки и критика
А. Эльчибей, 2-й президент Азербайджана, назвал СНГ «большим колхозом», который Россия использует для «сохранения старой империи»:
Серьёзная ошибка была совершена во время постройки такого образования, как СНГ. Оно, возможно, могло и устоять, если бы было задумано как Содружество наций независимых государств — я подчёркиваю слово «независимых», в котором права каждого государства: Армении, Грузии и Азербайджана — были бы защищены. Абхазы в Абхазии используют российские войска, чтобы вытеснить грузинское население. Разве это Содружество наций? Россия использует СНГ, пытаясь сохранить старую империю в новой форме и изобретая различные механизмы для этого. Лидеры СНГ не сделали хоть одной серьёзной попытки уладить армяно-азербайджанский конфликт или любые другие конфликты в пределах территории постсоветской зоны. Я когда-то назвал СНГ большим колхозом без прав. Такой колхоз неизбежно развалится, и это, по существу, уже случилось.
Российский дипломат А. Денисов не считает, что СНГ используется Россией для реализации имперских амбиций, для восстановления СССР:
Что касается «имперских амбиций», восстановления СССР. СНГ — это организация, которая строит свою работу на основе консенсуса. Любое государство-участник вправе наложить вето на любое решение. На практике реализуется принцип так называемой «подвижной геометрии», когда государства решают, в каких проектах им участвовать, а в каких нет. Причем даже непризнание каким-то из государств правосубъектности СНГ не препятствует его участию в выгодных для него сферах взаимодействия в формате Содружества. О Грузии я уже упоминал. О каких на этом фоне имперских амбициях России вообще можно говорить? Просто смешно.
Российский учёный, государственный и международный гражданский служащий, Михаил Кротов, возглавлявший Совет Межпарламентской Ассамблеи СНГ в 1992—2012 годах, пишет, что ликвидация СССР и получение независимости Беларусью, Россией и Украиной путём подписания Беловежских соглашений 8 декабря 1991 года, а затем и других советских республик согласно Алма-Атинской декларации 21 декабря 1991 года были «непосредственно увязаны с созданием Содружества Независимых Государств как межгосударственного объединения, образующего общее социально-экономическое пространство, общее военно-стратегическое пространство под объединённым командованием, проводящего скоординированную внешнюю политику и защищающего этнические, культурные, языковые и т. п. права национальных меньшинств». Кротов акцентирует внимание на том, что с целью пойти навстречу Украине в основополагающем документе СНГ был существенно снижен уровень интеграции, ограничены её сферы и исключены наднациональные функции органов Содружества, но «даже такой ослабленный вариант Устава СНГ Украина не подписала», чем, по мнению автора, «грубо нарушила условия своего выхода из СССР». В связи с этим Кротов соглашается с выводом Президента России Владимира Путина о том, что «Украина не совсем законно получила независимость».
Американский геополитик Збигнев Бжезинский считал, что «именно действия Украины… помешали СНГ стать просто новым наименованием более федерального СССР».

## Монеты
Основная статья: Содружество Независимых Государств (монеты).
- Центральный банк РФ отчеканил несколько памятных монет, посвящённых Содружеству Независимых Государств.

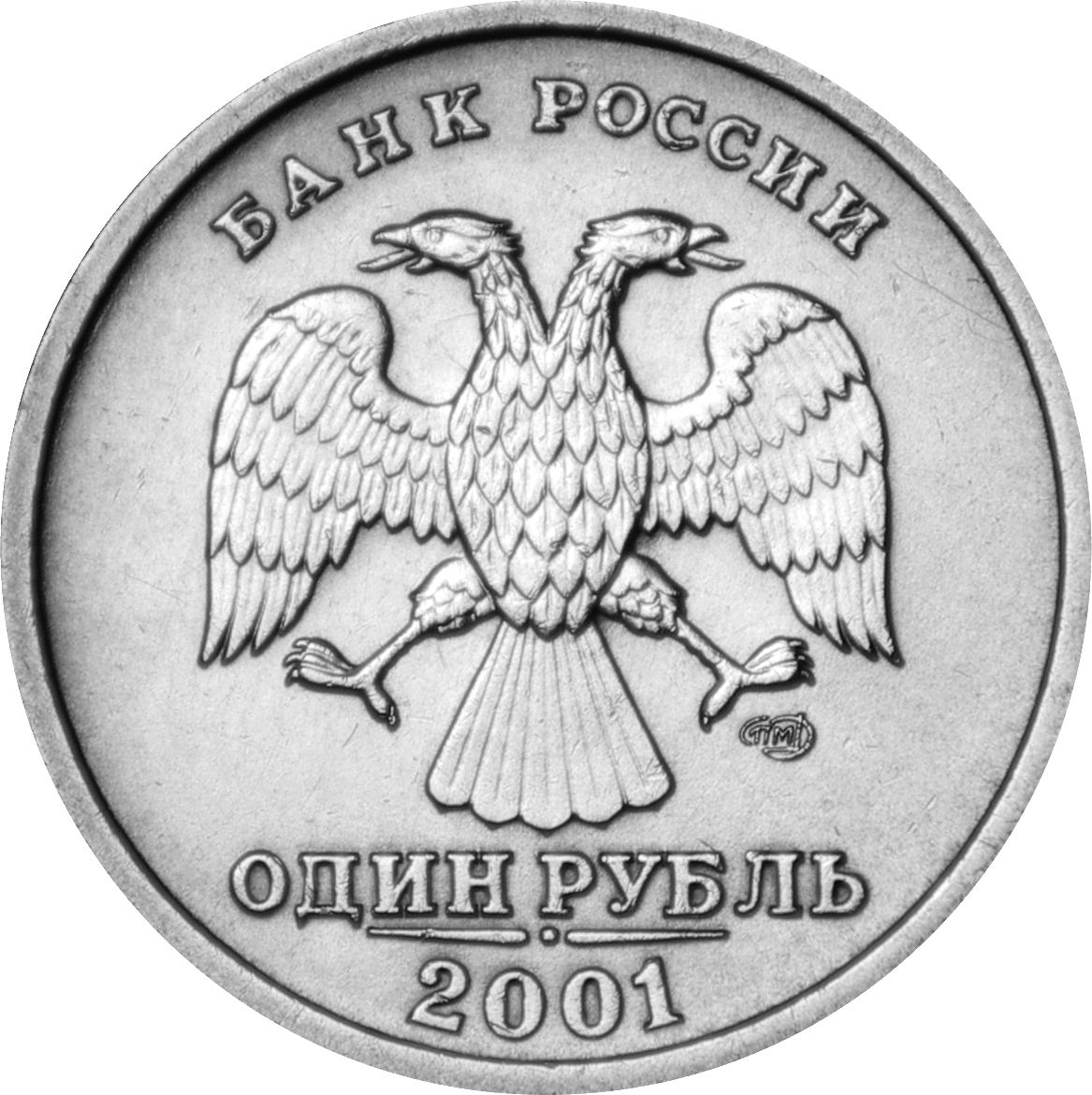
Аверс 1-рублёвой монеты 2001 года из медно-никелевого сплава
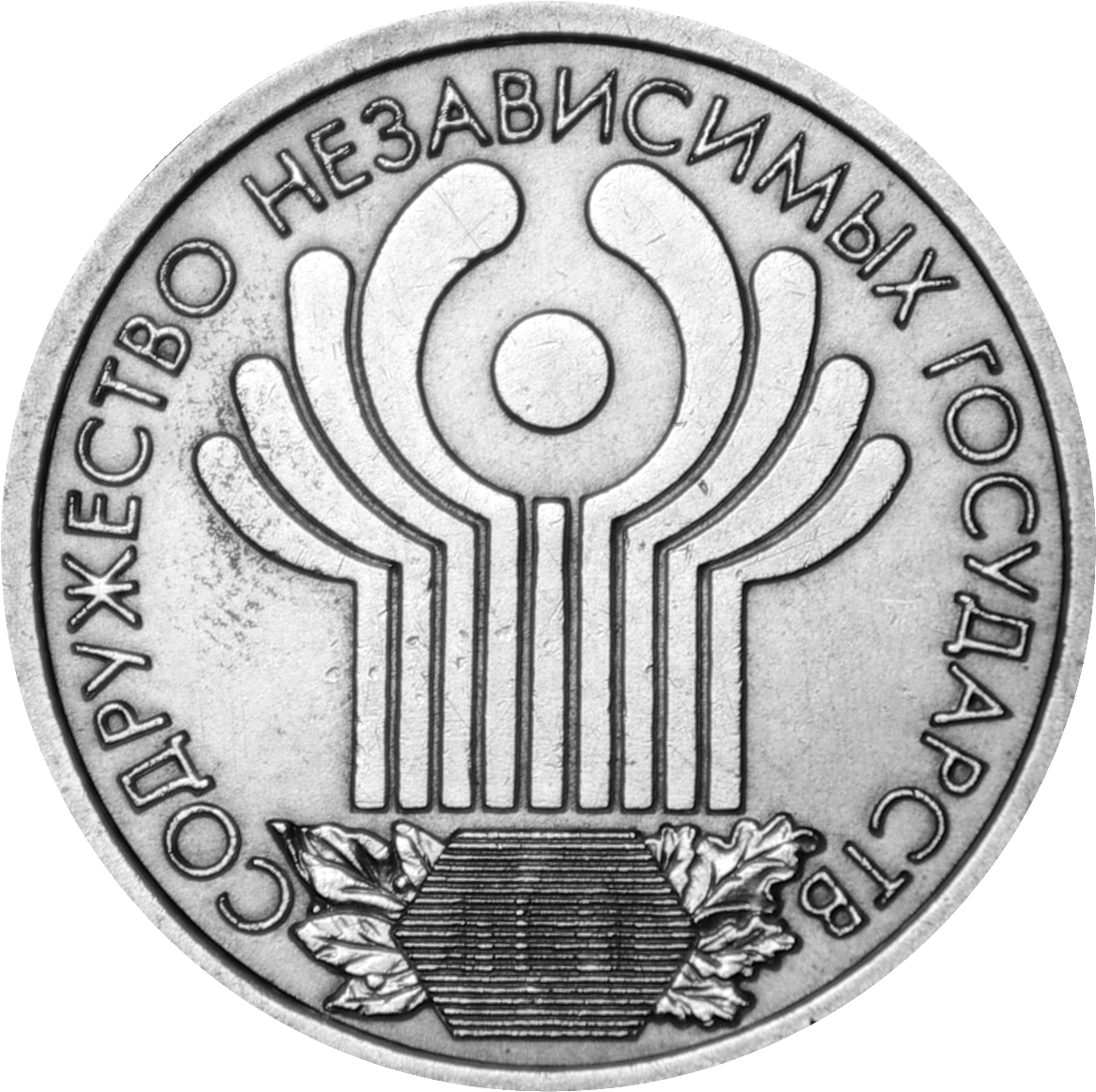
Реверс 1-рублёвой монеты
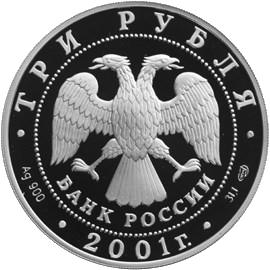
Аверс 3-рублёвой монеты 2001 года из серебра 900 пробы
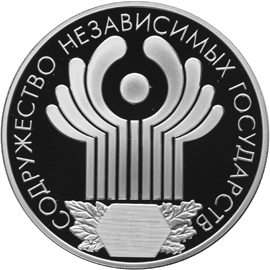
Реверс 3-рублёвой монеты
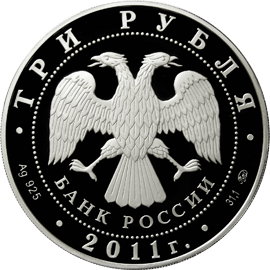
Аверс 3-рублёвой монеты 2011 года из серебра 925 пробы
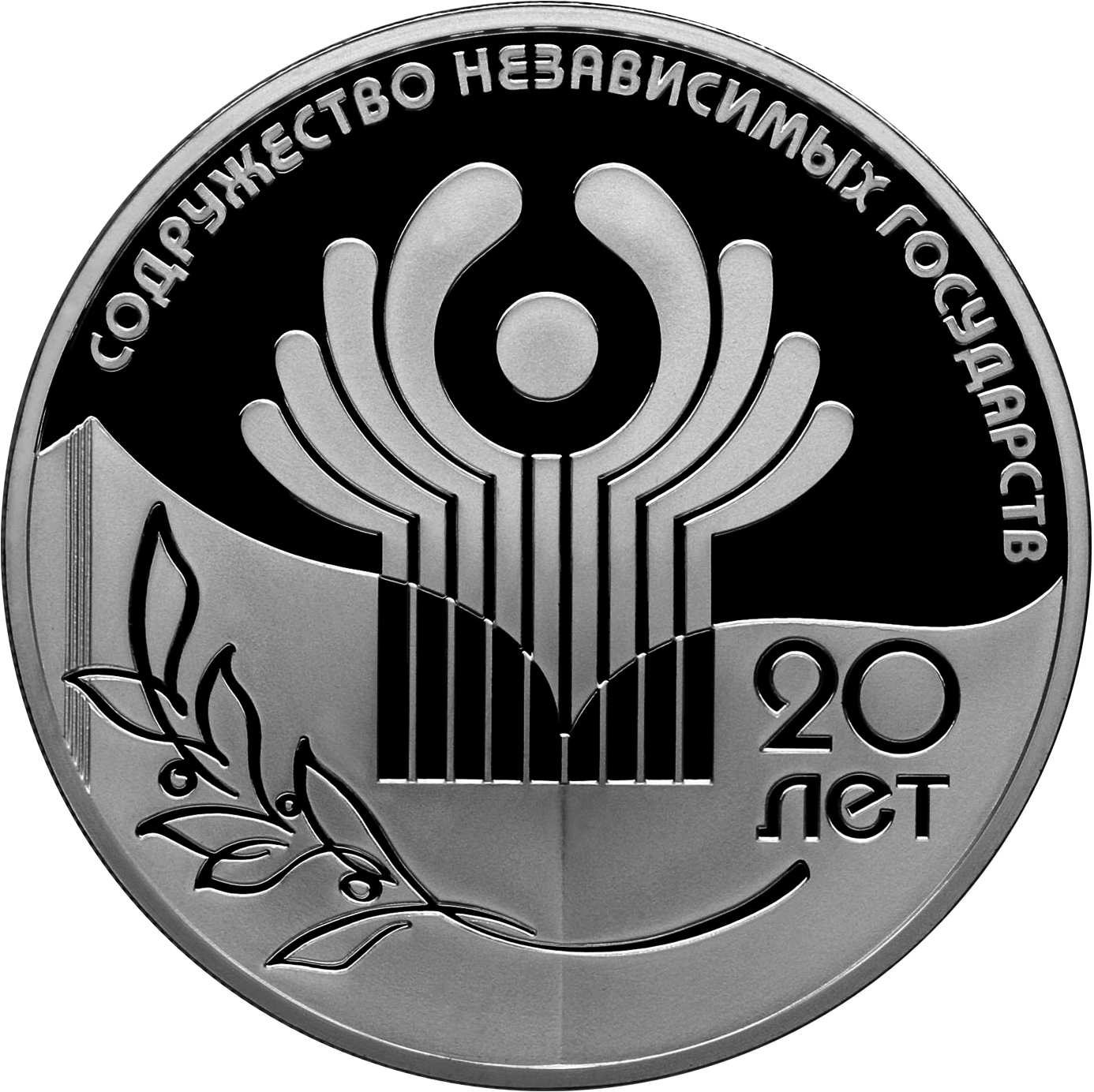
Реверс 3-рублёвой монеты

- В 2006 году Национальный банк Республики Беларусь выпустил памятные монеты «Содружество Независимых Государств. 15 лет» номиналом 1 (медно-никелевые) и 20 (серебряные, проба: 925) бел. рублей[155].